# Bangladeš
Ljudska republika Bangladeš je država v Južni Aziji, ki predstavlja vzhodni del antične regije Bengalije, pri čemer Bangladeš pomeni »Bengalska dežela«. Leži severno od Bengalskega zaliva in po kopnem skoraj izključno meji na Indijo, razen malega dela jugovzhodne meje, kjer meji na Mjanmar.
Bangladeš je unitarna parlamentarna republika z izvoljenim parlamentom, ki se imenuje Džatijo Šongšod. Največja etnična skupina v državi so Bengalci skupaj z domorodnimi ljudstvi v severnih in jugovzhodnih območjih. Geografsko prevladuje rodovitna delta reke Ganges, ki je največja rečna delta na svetu in zato je Bangladeš opisan kot »dežela rek«.

## Administrativna razdelitev
Bangladeš je razdeljen na 7 administrativnih enot: Barisal, Chittagong, Dhaka, Khulna, Rajshahi, Sylhet in Rangpur.
Daka je glavno in največje mesto Bangladeša.
| Razdelitev | Bengalsko | Popis prebivalstva 2011 | Površina (km2) | Gostota prebivalstva 2011 (prebivalcev/km2) | Največje mesto         |
| ---------- | --------- | ----------------------- | -------------- | ------------------------------------------- | ---------------------- |
| Barisal    | বরিশাল      | 8.325.666               | 13.297         | 626                                         | Barisal (328.278)      |
| Chittagong | চট্টগ্রাম    | 28.423.019              | 33.771         | 841                                         | Chittagong (2.592.439) |
| Dhaka      | ঢাকা        | 47.424.418              | 31.120         | 1.523                                       | Dhaka (7.033.075)      |
| Khulna     | খুলনা       | 15.687.759              | 22.272         | 704                                         | Khulna (663.342)       |
| Rajshahi   | রাজশাহী      | 18.484.858              | 18.197         | 1.015                                       | Rajshahi (449.756)     |
| Rangpur    | রংপুর       | 15.787.758              | 16.317         | 960                                         | Rangpur (343.122)      |
| Sylhet     | সিলেট       | 9.910.219               | 12.596         | 780                                         | Sylhet (479.837)       |
| Bangladesh | বাংলাদেশ      | 144.043.697             | 147.570        | 976                                         | Daka (7.033.075)       |